# شقایق دریایی توت‌فرنگی
شقایق دریایی توت فرنگی (نام علمی: Actinia fragacea) نام یک گونه از راسته شقایق دریایی است.